# Вологодский областной комитет КПСС
Вологодский областной комитет ВКП(б) (с 13 октября 1952 года по 16 февраля 1991 года Вологодский областной комитет КПСС; с 16 февраля по 6 ноября 1991 года Вологодский областной комитет КП РСФСР) — был образован в сентябре 1937 года одновременно с разделением Северной области, на Вологодскую и Архангельскую.
Он стал преемником Вологодского губернского комитета РСДРП(б)- РКП(б) (18-19 декабря 1917—1929) и Северного краевого комитета ВКП(б) (1929—1937).
В связи с образованием Коммунистической партии РСФСР пленум обкома партии 16 февраля 1991 г постановил «переименовать Вологодскую областную организацию КПСС в Вологодскую областную организацию Компартии РСФСР и Вологодский обком КПСС в Вологодский обком Компартии РСФСР» (КП РСФСР).
С 1937 по март 1990 года Вологодский областной комитет КПСС (в разных наименованиях), подчиняясь ЦК, фактически управлял Вологодской областью и проводил государственную политику во всех сферах материальной и духовной жизни области (хотя номинально главными по конституциям 1936 и 1977 годов в регионе считались Областной Совет депутатов трудящихся и Областной исполком).

## История
27 сентября 1937 года Северная область была разделена на Вологодскую и Архангельскую. Кроме того к Вологодской области присоединялось 14 районов Ленинградской области. В Северной области областные органы власти (в том числе и партийные) находились в Архангельске. Эти две причины привели к тому, что с сентября 1937 по июнь 1938 года шло формирование областной и районных партийных организаций. На тот момент областная партийная организация насчитывала 8657 членов и 5190 кандидатов в члены ВКП(б).
1 октября 1937 года состоялось первое заседание «Организационного бюро ЦК ВКП(б) по Вологодской области» (Оргбюро). Оргбюро приняло к исполнению постановление ЦК ВКП(б) по которому было создано Оргбюро в составе Г. А. Рябова, Н. Н. Командирова и Н. А. Люстрова. Г. А. Рябов утверждался исполняющим обязанности первого секретаря Вологодского обкома ВКП(б); Н. Н. Командиров — председателем Вологодского областного исполнительного комитета, а Н. А. Люстров — вторым секретарем Вологодского обкома ВКП(б).
15 октября 1937 года Огбюро приняло постановлении об издании газеты с 16 октября Красный Север не только как городского, но и областного партийного печатного органа.
11 ноября 1937 года Оргбюро приняло к исполнению постановление ЦК ВКП(б) по которому и. о. первого секретаря Вологодской области ВКП(б) назначался П. Т. Комаров. (Его предшественник — Г. А. Рябов 16 ноября 1937 был арестован).
1 января в областную партийную организацию входило 887 первичных организаций. В них состояло 13.530 человек.
С 8 апреля по 10 мая 1938 прошли отчетно выборные собрания в первичных организациях. Это привело к тому, что состав секретарей парткомов изменился на 42,5 %.
C 10 по 28 мая 1938 года в 32 районах области прошли общерайонные отчетно-выборные собрания, а в 10 районах и районные партийные конференции. На них были избраны районные комитеты ВКП(б).
7-12 июня 1938 года в Вологде состоялась первая Вологодская областная партийная конференция. На конференции был заслушан доклад о работе Оргбюро (в том числе о развитии промышленности, сельского хозяйства и коллективизации. На конференции были избраны обком ВКП(б) и первый секретарь обкома П. Т. Комаров.
7 августа 1939 года Вологодский обком решил в связи с развитием промышленности городского хозяйства создать в городах Великий Устюг, Сокол и Череповец горкомы партии.В сентябре 1939 года ЦК ВКП(б) утвердил это решение. С 5 по 6 октября в них состоялись партийные конференции и выбраны городские комитеты ВКП(б).
7 декабря 1962 года пленум Вологодского обкома КПСС принял решение (вслед за ноябрьским Пленумом ЦК КПСС) провести административно-территориальное переустройство: упразднить сельские райкомы и образовать в области 16 партийных комитетов производственных колхозно-совхозных управлений (Бабаевскийого, Белозерского, Великоустюгского, Вожегодского, Вологодского, Вытегорского, Грязовецкого, Кирилловского, Кичменгско-Городецкого, Никольского, Сокольского, Тарногского, Тотемского, Устюженского, Харовского и Череповецкого)и три зональных промышленно-производственных комитета (Вытегорский, Тотемский и Чагодощенский). Первичные партийные организации предприятий, строительных организаций и транспорта бывших Вологодского, Грязовецкого, Кубено-Озерского, части Чебсарского сельских районов были переданы Вологодскому горкому КПСС; Великоустюгского, Кичменгско-Городецкого и Никольского районов — Великоустюгскому горкому КПСС; Вожегодского, Сокольского, Сямженского и Харовского районов — Сокольскому горкому КПСС; Череповецкого и части Чебсарского районов — Череповецкому горкому КПСС.
Но после того состоявшийся 16 ноября 1964 года как Пленум ЦК КПСС, восстановил единые партийные организации на всех уровнях, 7 декабря 1964 года пленум Вологодского обкома КПСС начал процедуру восстановления районов и районных комитетов. 12 января 1965 года были восстановлены районы, а 15 января (а потом 3 ноября) 1965 года — райкомы КПСС.
23 августа 1991 года деятельность Коммунистической партии РСФСР была приостановлена, а 6 ноября того же года запрещена. В связи с этим все отделения КПСС на территории области прекратили свою работу.

## Руководители областного комитета

### Секретари Организационного бюро ЦК ВКП(б) по Вологодской области (сентябрь 1937 — июнь 1938)

#### Первые секретари
- сентябрь — ноябрь 1937 Рябов, Григорий Андреевич (1895—1938), член РКП(б) с 1918 года. В феврале-сентябре 1937 года 2-й секретарь Северного областного комитета ВКП(б); в сентябре-октябре 1937 года 2-й секретарь Архангельского областного комитета ВКП(б).
- ноябрь 1937 — 7 июня 1938 Комаров, Павел Тимофеевич (1898—1983), член РКП(б) с 1920 года. В 1929—1930 годы председатель исполнительного комитета Калужского окружного Совета. В 1942—1948 первый секретарь Саратовского областного комитета ВКП(б).

#### Вторые секретари
- сентябрь — ноябрь 1937 Люстров, Николай Алексеевич (1891—1938), член РКП(б), с 1917 года. В 1929—1930 годы — ответственный секретарь Обкома ВКП(б) Автономной области Коми (Зырян).
- ноябрь 1937 — 7 июня 1938 Овчинников, Георгий Иванович (1908—1983), член РКП(б), с 1928 года.

### Первые секретари Вологодского областного комитета (июнь 1938 — ноябрь 1991)
- 12 июня 1938 — апрель 1942 Комаров, Павел Тимофеевич (1898—1983), член РКП(б) с 1920 года. См выше.
- апрель 1942 — 8 января 1945 Николаев, Борис Фёдорович (1907—1973), член РКП(б) с 1928 года.
- 8 января 1945 — 15 августа 1952 Дербинов, Василий Никитич (1905—1960), член РКП(б) с 1926 года.
- 15 августа 1952 — 2 ноября 1955 Сёмин, Алексей Владимирович (1910—1972), член РКП(б) с 1929 года.
- 2 ноября 1955 — 29 ноября 1960 Латунов, Иван Сергеевич (1906—1970), член ВКП(б) с 1930 года.
- 29 ноября 1960 — 26 сентября 1961 Милов Вадим Сергеевич (1914—1991), член ВКП(б) с 1943 года.
- 27 сентября 1961 — 20 июля 1985 Дрыгин, Анатолий Семёнович (1914—1990), член ВКП(б) с 1940 года.
- 20 июля 1985 — 11 апреля 1990 Купцов, Валентин Александрович (1937-), член КПСС с 1966 года.
- 27 апреля 1990 — 23 августа 1991 Саранских, Владимир Иванович (1941—2003), член КПСС с 1965 года.
- 23 августа — 6 ноября 1991 (вакантно)

### Вторые секретари Вологодского областного комитета (июнь 1938 — ноябрь 1991)
- 12 июня 1938 — 28 февраля 1939 Овчинников, Георгий Иванович (1908-?), член РКП(б) с 1928 года.
- 5 марта 1939 — сентябрь 1940 Алексеев Иван Васильевич (1902—1982), член РКП(б) с 1926 года
- сентябрь — октябрь 1940 Лобков Вячеслав Николаевич (1903—1971), член РКП(б) с 1926 года
- октябрь 1940 — апрель 1942 Николаев, Борис Фёдорович (1907—1973), член РКП(б) с 1928 года. В 1942—1945 первый секретарь Вологодского областного комитета.
- апрель 1942 — 13 июля 1944 Дербинов, Василий Никитич (1905—1960), член РКП(б) с 1926 года. В 1945—1952 первый секретарь Вологодского областного комитета.
- 13 июля 1944 — 22 ноября 1946 Ларин А. А. (1906-?)
- 22 ноября 1946 — 29 марта 1948 Корепанов, Павел Петрович (1905-?), член РКП(б) с 1928 года
- 31 марта 1948 — июнь 1951 Дерябин Степан Андреевич (1906—1993), член РКП(б) с 1927 года
- июнь 1951 — март 1953 Баранов Андрей Иванович (1906—1961)
- март 1953 — 26 сентября 1961 Власенко Леонид Андреевич (1913—1983), член РКП(б) с 1939 года
- 27 сентября 1961 — март 1963 Милов, Вадим Сергеевич (1914—1991), член ВКП(б) с 1943 года. В 1960—1961 первый секретарь Вологодского областного комитета.
- март 1963—1967 Рудаков, Леонид Николаевич (1911—1981)
- 1971 — декабрь 1984 Корнилов, Александр Григорьевич (1928—2002), член КПСС с 1955
- декабрь 1984 — май 1985 Купцов, Валентин Александрович (1937), член КПСС с 1966 года. В 1985—1990 первый секретарь Вологодского областного комитета.
- май 1985 — 23 августа 1991 Сычёв Михаил Фёдорович (1935—2021)
- 23 августа — 6 ноября 1991 (вакантно)

## Структура
Непосредственно в структуру Вологодского областного комитета в разное время входило до 30 отделов. Среди них (в конце 1930-х): общий отдел; отдел руководящих партийных кадров; отдел партийной пропаганды и агитации; военный отдел; промышленно-транспортный отдел; советско-торговый отдел, культпросвет отдел и другие. Количество и названия большинства из них менялось.
Вологодскому областной комитету подчинялись:
- районные комитеты (по количеству входивших в Вологодскую область районов — в разное время их число колебалось от 18 до 41) функционировали в 1938—1962 и 1965—1991[22]
- городские комитеты (Великого Устюга, Сокола, Череповца)
- Парткомы промышленно-производственных управлений и производственных колхозно-совхозных управлений функционировали в 1962—1965[23]

При обкоме функционировали: Дом политпросвещения (1975—1991), Университет марксизма-ленинизма (1978—1991), Пресс-центр (1990, 1991), Политический институт (1990—1991).